# Лэнсинг, Джеймс
Дже́ймс Бу́ллоу Лэ́нсинг (англ. James Bullough Lansing; при рождении — Джеймс Мартини 2 января 1902 — 29 сентября 1949) — американский звукоинженер и разработчик громкоговорителей, который наиболее известен тем, что основал две аудиокомпании, носящие его имя: Altec Lansing и JBL.

## Биография

### Ранние годы
Джеймс Мартини родился 2 января 1902 года в Гринридже, городка Нилвуд, округ Макупин, штат Иллинойс, в семье Генри Мартини из Сент-Луиса, штат Миссури, и Грейс Эрбс Мартини из Сентрал-Сити, штат Иллинойс. Его отец был инженером по добыче угля, а это означало, что в первые годы жизни Джеймса семья значительно переезжала. Он был девятым из четырнадцати детей. Некоторое время он жил с семьей Буллоу в Спрингфилде, штат Иллинойс, и позже взял их фамилию.
Лэнсинг окончил восьмой класс школы Лоуренса в Спрингфилде, штат Иллинойс, учился в средней школе Спрингфилда, а также посещал курсы в колледже малого бизнеса в Спрингфилде.
В юном возрасте он построил лейденскую банку, чтобы разыграть своих друзей. Он также построил наборы кристаллов и радиопередатчик, который, очевидно, был достаточно мощным, чтобы сигнал достигал военно-морской базы Naval Station Great Lakes на озере Мичиган в Иллинойсе. Передатчик Лэнсинга был затем демонтирован, когда военно-морской флот обнаружил источник.
Лэнсинг работал автомехаником и посещал автомобильную школу в Детройте благодаря дилеру, у которого он работал.
Его мать умерла 1 ноября 1924 года, когда ему было 22 года, затем он ушел из дома и встретил свою будущую жену Гленну Петерсон в Солт-Лейк-Сити в 1925 году. В то время он работал инженером на радиостанции. Он также работал в Baldwin Radio Company и встретил в городе своего будущего делового партнёра Кена Декера.

### Карьера
Лэнсинг и Декер переехали в Лос-Анджелес, где открыли бизнес по производству громкоговорителей. Она называлась Lansing Manufacturing Company. Незадолго до регистрации компании 9 марта 1927 года Лэнсинг сменил имя с Джеймса Мартини на Джеймса Буллоу Лансинга по предложению своей будущей жены Гленны. Большинство его братьев взяли фамилию Мартин, двое из которых (Билл и Джордж) приехали в Лос-Анджелес, чтобы работать с ним.
Кен Декер погиб в авиакатастрофе в 1939 году, и без его руководства компания Lansing Manufacturing Company начала испытывать финансовые трудности. Altec Service Corporation купила компанию Lansing Manufacturing Company в 1941 году, рассматривая ее как ценного поставщика компонентов громкоговорителей. Объединенная компания получила название Altec Lansing. Джеймс Б. Лэнсинг был назначен вице-президентом по инжинирингу с пятилетним контрактом.
В 1946 году Лансинг покинул компанию в день истечения срока его контракта и основал новую компанию под названием «Lansing Sound, Incorporated». У Altec Lansing возникла проблема со сходством этого названия с брендами, имеющими торговые марки, которые они разработали, поэтому Джеймс Буллоу Лансинг переименовал свою новую компанию в «James B. Lansing Sound, Incorporated». В конце концов, это название было сокращено до JBL при брендинге продукции, а затем официально стало названием компании.

## Смерть
Джеймс Лэнсинг был известен как инженер-новатор, но плохой бизнесмен. В результате ухудшения деловых условий и личных проблем он совершил самоубийство, повесившись в своём доме в Сан-Маркосе 29 сентября 1949 года в возрасте 47 лет.